# Quiva abacata
Quiva abacata är en insektsart som först beskrevs av Brunner von Wattenwyl 1878.  Quiva abacata ingår i släktet Quiva och familjen vårtbitare. Inga underarter finns listade i Catalogue of Life.